# ویسوکا (ناحیه برونتال)
ویسوکا (به چکی: Vysoká) یک منطقهٔ مسکونی در جمهوری چک است که در شهرستان برونتال واقع شده‌است. ویسوکا ۱۷٫۱۱ کیلومتر مربع مساحت و ۳۴۵ نفر جمعیت دارد و ۲۸۰ متر بالاتر از سطح دریا واقع شده‌است.